# 王九龄 (民国)

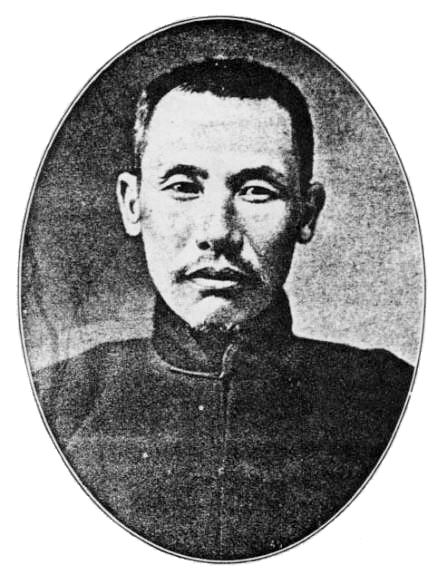

王九龄（1879年—1951年），字竹邨，又字梦菊，云南云龙人，中华民国政治人物。

## 生平
清末去日本留学，毕业于法政大学。其间任云南留日学生总监，并加入中国同盟会。1911年（宣统3年）10月，参加重九起义（云南辛亥革命）。云南军政府成立后，王九龄负责督署民政。
1913年（民国2年），任云南督军署秘书，以后属于唐继尧。护法运动开始后，王九龄任靖国联军总司令部军法处长。1921年（民国10年），任云南陆军军法科科长。1923年（民国12年），任云南财政司司长。次年11月，段祺瑞任临时执政时，王赴北京，任北京政府教育总长（未就）。1925年（民国14年），任善后会议会员。后回云南任云南省政务委员兼盐运使。此外，任富滇银行行长、东陆大学（今云南大学）名誉校长等。
1927年（民国16年）2月6日，因龙云等四镇守使发动兵变，唐继尧被迫下野，5月23日病死。王九龄也去职至北京闲居。抗日战争期间，当选云南省参议会参议员。中华人民共和国成立后，任云南省政协委员、云南省佛教协会会长。
1951年逝世。年72岁。